# مارشال (میشیگان)
مارشال، میشیگان (به انگلیسی: Marshall, Michigan) یک شهر در ایالات متحده آمریکا با جمعیت ۷٬۰۸۸ نفر است که در میشیگان واقع شده‌است.

## موقعیت جغرافیایی
موقعیت جغرافیایی شهرها و مناطق اطراف به شرح زیر است: